# Julia Anna Gardner

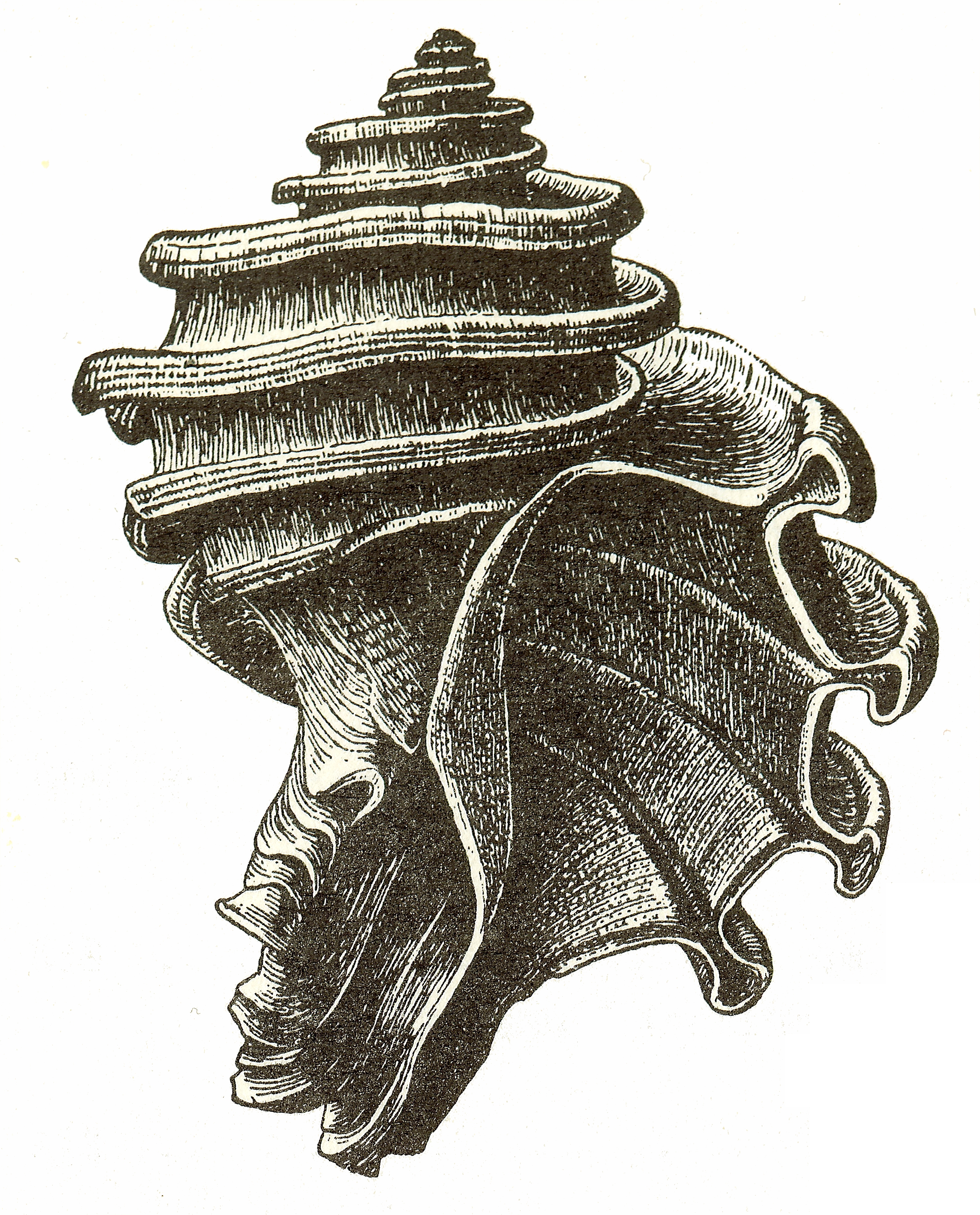
Ecphora gardnerae a été nommé d'après Julia Anna Gardner et est la coquille fossile officielle de l'État du Maryland.

Julia Anna Gardner est née à Chamberlain, South Dakota, le 26 janvier 1882 et est morte le 15 novembre 1960 des suites d'une longue maladie à l'âge de 78 ans, à son domicile à Bethesda, Maryland,. C'est une géologue américaine qui a travaillé pour le United States Geological Survey pendant 32 ans. Elle est connue dans le monde entier pour son travail en stratigraphie et en paléontologie des mollusques. 

## Enfance et éducation
Gardner est née à Chamberlain, dans le Dakota du Sud, enfant unique de Charles Henry et Julia (Brackett) Gardner. Alors qu'elle a seulement 4 mois, le père de Julia décède. Julia et sa mère sont retournées à Dixon (la maison de la mère de Julia) en 1895, puis en 1898, elles ont déménagé à North Adams, Mass: où Julia a terminé ses études secondaires à la Drury Academy. Ses études sont payées avec l'argent laissé par sa grand-mère. Elle est alors élevée dans le Dakota du Sud mais termine ses études secondaires à North Adams, Massachusetts. 
Elle obtient un baccalauréat en arts en 1905 et une maîtrise en 1907 du Bryn Mawr College. Elle a étudié des matières telles que la paléontologie et la géologie. Grâce à ses études, elle se fait de nombreux amis proches avec lesquels elle continuera de travailler plus tard dans sa vie dont Eleanora  Frances Bliss Knopf et Anna Jonas Stose,.
Gardner a été la première femme admise en tant qu'étudiante à part entière au Département de géologie de l'Université Johns-Hopkins, et elle a obtenu son doctorat en paléontologie en 1911. Elle travailla jusqu'en 1915 comme assistante en paléontologie à l'université. Le Maryland Geological Survey publie ses études sur les mollusques du Crétacé supérieur du Maryland en 1916.

## Implication dans les deux Guerres Mondiales et vie professionnelle
Fin 1917, elle part pour la France dans le contexte de la Première Guerre mondiale, peu de temps après la mort de sa mère. Elle veut partir accomplir son devoir avec la croix rouge américaine, elle a servi comme cantinière pour les militaires américains puis comme infirmière auxiliaire. Ensuite, elle a travaillé avec le Comité des services des amis américains dans les régions dévastées de la France après la guerre. Elle écrit dans un journal sa vie en tant qu'infirmière auxiliaire, elle y décrit des raids aériens, des opérations d'urgence chirurgical, et des détails horribles de blessures sérieuses et mortels. Sa petite équipe est décorée par le gouvernement français. 
Elle retourne aux  États-Unis en 1920. Elle a ensuite rejoint le United States Geological Survey, où elle passe la majeure partie de sa carrière à étudier les lits tertiaires de la plaine côtière, y compris des régions allant du sud du Maryland au Mexique. Son travail au Texas dans les années 1920 comprend la consultation de géologues de sociétés pétrolières et l'identification de soixante-dix nouvelles espèces de fossiles du Texas. Elle a fait des recherches approfondies sur la faune de la Côte du Golfe, y compris au Mexique dans les années 1930 et 1940.
Gardner a été délégué des États-Unis au Congrès géologique international de 1926 à Madrid, en Espagne, et au Congrès de 1937 à Moscou. Pendant la Seconde Guerre mondiale, en tant que membre de l' Unité militaire de géologie, elle est devenue le chef d'un groupe connu sous le nom de "The Dungeon Gang" (L'Équipe du Donjon). Au sein de ce groupe, elle aide à préparer des plans pour les forces armées, organisé des textes, partagé des idées et créé des cartes. Gardner fourni un travail acharné ce qui l'a rend très respectée par tous ceux qui travaille avec elle. 
Au cours de la guerre, elle a participé à la localisation des plages japonaises utilisées pour lancer des bombes incendiaires à ballons, en identifiant des fragments d'obus dans le ballast de sable des ballons. Après la guerre, elle a visité le Japon, encourageant les scientifiques japonais à poursuivre leurs travaux. Gardner a non seulement encouragé les scientifiques, mais également les artistes, car elle montre un intérêt pour l'art. Sa polyvalence l'amène à être membre fondateur du Arts Club de Washington.

## Travaux
Gardner est l'auteure de plus de 40 rapports qui ont été utilisés comme normes de référence concernant les strates tertiaires en Amérique du Nord et du Sud. Il s'agit notamment de "The Midway Group of Texas" (Texas University Bulletin 3301, 1935); ""Mollusca of the Tertiary Formations of Northeastern Mexico" (Geological Society of America, 1947); et "The molluscan fauna of the Alum Bluff group of Florida" (US Geological Survey paper 142, 1926-1947).  
Gardner a écrit des articles principalement taxonomiques, stratégraphiques ou paléoécologiques. Ses articles publiés traitent principalement de la géologie des plaines côtières. Julia Gardner a participé à des travaux sur le terrain partout dans le monde, y compris dans des endroits plus accidentés comme ceux du Mexique. Elle a passé plusieurs semaines à visiter et étudier des endroits que d'autres géographes n'auraient peut-être pas osé visiter. Son rapport sur les «Mollusques du Miocène et du Pliocène inférieur de Virginie et de Caroline du Nord» (Professional Paper 199-A), publié en 1943, s'appuya en partie sur les travaux du Dr WC Mansfield et comprend des travaux que Gardner avait commencé jusqu'à 20 ans plus tôt. Ce rapport se compose des descriptions systémiques de plus de 40 familles de mollusques, représentant 24 superfamilles et quatre ordres distincts. 
Sa relation avec les gens illustre sa prévenance, sa gentillesse et sa générosité. Il n'est pas étonnant que, dans son moment de maladie, ses amis la nourrissaient et s'occupaient d'elle jusqu'à son dernier souffle. En 1960, à l'âge de 78 ans, Gardner décède à son domicile dans le Maryland. 

## Récompenses et honneurs
Gardner était membre des sociétés Phi Beta Kappa et Sigma Xi, ainsi que de la Société américaine de géologie, de l'American Association of Petroleum Geologists et de la Paleontological Society.  Elle a été présidente de la Paleontological Society en 1952 et a été la troisième femme à tenir la place de vice-présidente de la Geological Society of America en 1953. Lorsqu'elle a pris sa retraite du United States Geological Survey, elle reçoit la Médaille du service distingué. Des centaines de personnes ont écrit à Julia des lettres exprimant leur affection pour elle. Les lettres étaient reliées en deux volumes, qui lui ont été présentés par son chef de succursale, Preston Cloud, à son arrivée à la retraite. Elle est reconnue non seulement pour ses contributions géologiques mais aussi pour son caractère amical. Après sa mort, la société a publié un livre commémoratif.
Ecphora gardnerae (en), une coquille d'escargot éteinte a été nommée d'après Julia Anna Gardner. En 1994, l'État du Maryland l'a désigné comme la coquille fossile officielle de l'État du Maryland. Des spécimens d'ecphora se trouvent le long des falaises de Calvert dans le comté de Calvert et le comté de Saint Mary, Maryland.